# UN-Weltfrauenkonferenz
Die UN-Weltfrauenkonferenz ist eine Veranstaltung zum Thema „Frauen“, die von den Vereinten Nationen (UN) im Prinzip alle fünf Jahre durchgeführt werden sollte. Die erste Weltfrauenkonferenz fand 1935 unter der Leitung von Kemal Atatürk in Istanbul statt, die erste UN-Weltfrauenkonferenz im ersten Internationalen Jahr der Frau 1975 in Mexiko-Stadt.

## Mexiko-Stadt, 1975
Im Internationalen Jahr der Frau fand vom 19. bis 22. Juli 1975 in Mexiko-Stadt erstmals eine UN-Weltfrauenkonferenz statt. Delegierte aus 133 Ländern diskutieren über „Gleichberechtigung, Entwicklung und Frieden“. Es wurde ein „Welt-Aktionsplan“ verabschiedet mit dem Ziel, die Stellung der Frau weltweit zu verbessern. Der Welt-Aktionsplan wurde von der UN-Generalversammlung übernommen und die Jahre 1976–1985 als „UN-Dekade der Frau“ festgelegt.
Auf der Konferenz zeigten sich grundlegende Meinungsverschiedenheiten zwischen zivilgesellschaftlichen Frauenorganisationen aus aller Welt: So warfen etwa Vertreterinnen aus Lateinamerika und Afrika Feministinnen aus den USA und Westeuropa eine zu starke Fokussierung auf das Thema Schwangerschaftsabbrüche vor. Dabei wurde nicht zuletzt die Heterogenität der Lebenswelten der Aktivistinnen deutlich; viele plädierten vor dem Hintergrund der Verhältnisse in ihren Heimatländern stärker für die Konzentration auf die Themen Entwicklung und Frieden. Lateinamerikanische Vertreterinnen prangerten in diesem Sinne das Verschwindenlassen von Menschen unter den Militärdiktaturen an, während Afrikanerinnen sich vor allem Frieden für den eigenen Kontinent wünschten. Dennoch standen das heterogene Meinungsspektrum innerhalb der Frauenrechtlerinnen wie auch die Realitäten des Kalten Krieges einer allgemein zu verzeichnenden Bedeutungssteigerung der Thematik der Frauenrechte auf internationalem Parkett kaum entgegen.
Die Abschlusserklärung betonte die Rolle der Frauen in der Menschheitsgeschichte, besonders im Kampf für „nationale Befreiung“ und „die Eliminierung von Imperialismus, Kolonialismus, […] Zionismus, Fremdherrschaft, Rassismus und Apartheid“. Angesichts ihrer Ungleichbehandlung seien Frauen „die natürlichen Verbündeten im Kampf gegen jede Form der Unterdrückung, wie sie in Kolonialismus, Neo-Kolonialismus, Zionismus, in der rassistischen Diskriminierung und unter der Apartheid praktiziert wird.“ Die internationale Zusammenarbeit und der Frieden erforderten die „Auslöschung“ dieser Formen von Unterdrückung. Die Aufzählung stellte also Zionismus mit Frauenunterdrückung, Kolonialismus, Rassismus und Apartheid (Rassentrennung) in eine Reihe und verlangte deren Vernichtung. Damit war der Staat Israel gemeint, der die Gleichberechtigung der Frau im Gegensatz zu vielen arabischen und afrikanischen Staaten in seiner Verfassung verankert und damals eine Frau als Regierungschefin hatte. Zugleich fehlte das Stichwort Sexismus in der Erklärung, die mit 89 zu drei Stimmen angenommen wurde. Federführend dabei waren die Delegationen des arabisch-afrikanischen Staatenblocks, der auch in der UN-Generalversammlung seit 1974 eine Mehrheit erlangt und die Palästinensische Befreiungsorganisation (PLO) eingeladen hatte. Diese und die Arabische Liga machten ihren Kampf gegen den Staat Israel im Jahr 1975 zum Thema verschiedener UN-Konferenzen und erreichten im November 1975 mit der UN-Resolution 3379 die Gleichsetzung von Zionismus und Rassismus. Die prominente jüdisch-amerikanische Feministin Betty Friedan war als Konferenzdelegierte aus den USA entsetzt über die Ablenkung von für Frauen wichtigen Fragen zugunsten des aggressiv vorgetragenen Anti-Amerikanismus, Antizionismus und Antisemitismus vieler Teilnehmerinnen. Für Friedan war diese Konferenz „eine der schmerzvollsten Erfahrungen“ ihres Lebens, die sie dazu brachte, ihr bis dahin distanziertes Verhältnis zu Israel zu überdenken.
Als Folge der Konferenz wurde 1976 der Entwicklungsfonds der Vereinten Nationen für Frauen (UNIFEM) mit dem Ziel gegründet, die Situation und den Lebensstandard von Frauen in Entwicklungsländern über konkrete Investitionen und über den Gesetzesweg zu verbessern. 1979 wurde die auf der Konferenz entworfene Konvention zur Beseitigung jeder Form von Diskriminierung der Frau (Convention on the Elimination of All Forms of Discrimination Against Women CEDAW) in leicht veränderter Form von der Generalversammlung angenommen.

## Kopenhagen, 1980
An der UN Mid-Decade World Conference on Women (Weltkonferenz in der Mitte der Dekade) in Kopenhagen, Dänemark, nahmen über 1300 Delegierte aus 145 Ländern teil, um über die Umsetzung der in Mexiko-Stadt verabschiedeten Resolutionen und Aktionspläne zu diskutieren. Parallel zur offiziellen Konferenz fand ein NGO-Forum statt.

## Nairobi, 1985
An der Dritten UN-Weltfrauenkonferenz in Nairobi (Kenia) nahmen 1400 offizielle Delegierte aus 157 Ländern teil. Es wurde ein Papier Forward-Looking Strategies angenommen als Aktionsplan für die Umsetzung der Beschlüsse von Mexiko-Stadt und Kopenhagen bis zum Jahr 2000.

## Peking, 1995
An der Vierten UN-Weltfrauenkonferenz vom 4. bis 15. September 1995 und dem parallel dazu stattfindenden NGO-Forum in Peking nahmen 47.000 Teilnehmerinnen, darunter 6000 offizielle Delegierte aus 189 Ländern teil. Die Konferenz stand unter dem Motto „Handeln für Gleichberechtigung, Entwicklung und Frieden“. Insbesondere das kulturell und traditionell unterschiedliche Verständnis von Frauenrechten wurde heftig und kontrovers diskutiert. Das Ergebnis der Diskussionen war ein Forderungskatalog, die so genannte Aktionsplattform, die mithilfe von Nichtregierungsorganisationen (NGO) ausgearbeitet und von 189 Staaten im Konsens verabschiedet wurde. Darin verpflichteten sich die Unterzeichnerstaaten insbesondere, die Gleichstellung der Geschlechter in allen Bereichen der Gesellschaft (Politik, Wirtschaft und Gesellschaft) zu fördern, die Rechte der Frauen zu schützen, die Armut von Frauen zu bekämpfen, Gewalt gegen Frauen als Menschenrechtsverletzung zu verfolgen und geschlechtsspezifische Unterschiede in der Gesundheitsversorgung und im Bildungssystem abzubauen. Um die Umsetzung der Aktionsplattform zu überwachen, wurde bei den Vereinten Nationen eine „Abteilung zur Förderung der Frau“ eingerichtet.
Die Abschlusserklärung der Weltfrauenkonferenz in Peking sowie die Erklärung der Konferenz in Nairobi zehn Jahre zuvor werden als Vorläufer der für die Frauenrechte wichtigen UN-Resolution 1325 aus dem Jahr 2000 gesehen, die als Meilenstein zur Ächtung sexueller Kriegsgewalt gegen Frauen und Mädchen gilt.